# Épimélète d'emporion
 (octobre 2013).
Améliorez-le ou discutez des points à vérifier. 
Les épimélètes d'emporion sont des magistrats commerciaux élus de la démocratie athénienne. On en dénombre 10, qui sont chargés de la surveillance, du contrôle et de l'organisation du commerce maritime. Ils sont également préposés aux entrepôts de marchandises.